# 仲真紀子
仲 真紀子（なか まきこ、1955年 - ）は、日本の心理学者、北海道大学名誉教授、立命館大学教授。専門は、認知心理学、発達心理学、犯罪心理学。ウォンテッドリー創業者の仲暁子は娘。

## 経歴
福岡県生まれ。米国ニューヨーク州・カールプレイス高校、東京都立三田高等学校卒業。1979年、お茶の水女子大学文教育学部卒業（心理学専攻）。1981年、お茶の水女子大学大学院人文科学研究科修士課程修了（心理学専攻）。1984年、お茶の水女子大学大学院人間文化研究科博士後期課程単位取得退学（人間発達学専攻）。1987年、お茶の水女子大学より学術博士の学位を取得。お茶の水女子大学助手、千葉大学教育学部講師、助教授、デューク大学客員教授、1999年東京都立大学大学院人文科学研究科助教授、2003年北海道大学大学院文学研究科教授、2017年立命館大学総合心理学部教授。
日本学術会議第一部幹事（22期）、日本心理学会常務理事、日本発達心理学会代議員（2017年度）。法務省法制審議会民法成年年齢部会委員、日本学術会議心理学・教育学委員会委員等を歴任。放送大学で認知科学、心理学の講義を担当。

## 共編著
- （厳島行雄、仲真紀子、原聡）『目撃証言の心理学』（北大路書房, 2003年） ISBN 978-4-7628-2327-5